# Locatelli (cognome)
Locatelli è un cognome bergamasco diffuso nel Nord Italia, soprattutto in Lombardia.
Questo casato è originario della Valle Imagna ed in particolare del paese di Locatello.
Questo nome deriva dal celtico "Leukos", ovvero piccolo Feudo.
Si sa che i primi Locatelli furono mercanti di lana, notabili e possidenti di stirpe Guelfa.
I loro commerci cominciarono a crollare quando il Ponte della Regina fu distrutto e quando Bernabò Visconti, signore di Milano, iniziò a tassare duramente questa famiglia.
Molti Locatelli decisero così di allontanarsi dal paese natale anche in seguito alle pressioni dei Suardi, di stirpe Ghibellina, andando a disperdersi soprattutto nel Lecchese e nella Valsassina. Essi erano però ancora legati alla loro Valle Imagna, tanto che col passare del tempo decisero di tornarvi.
Nel XIII secolo Alberto Locatelli venne nominato barone del castello di Locatello nientemeno che da Federico II di Svevia.
In piena epoca barocca, il Maggior Consiglio di Bergamo nominò nobili tutti i Locatelli di Bergamo. 
Si sono scoperti anche Locatelli nobili anche in altre regioni d'Italia, alcuni imparentati con un ramo dei Savoia.
Col passare dei secoli questa famiglia si accingeva di nobili amicizie, come Mozart ospitato a Verona da un gruppo di Locatelli
In antico il casato era rappresentato da un'oca poi trasformata in cigno - i Locatelli erano nobili longobardi e la grazia dell'uccello acquatico appariva più consona al loro lignaggio. Il cigno significava vecchiaia gloriosa, buon augurio e rispettabilità. A partire dal XV secolo l'emblema della famiglia è divenuto un allocco, nella variante del gufo e della civetta, simbolo di prudenza e di vittoria. Una storia in continua evoluzione, quella dei Locatelli, come testimonia questa simbologia arricchita di significati sempre nuovi.
Esistono varianti al cognome Locatelli, sempre derivanti dallo stesso ceppo, ed anche queste famiglie hanno ricevuto gradi di nobiltà fino ad arrivare a quello marchionale: Lucatelli, Locatello, Lucatello e Lochis